# Birodalmi inkvizítorok
A birodalmi inkvizítorok olyan Erő-érzékeny ügynökök voltak, akiknek az volt az elsődleges feladata, hogy levadásszák a 66-os parancsot és a klónok háborúját túlélő jediket. Ezen túl másodlagos küldetésüknek számított az Erő-érzékeny fiatalok felkutatása galaxis szerte, hogy aztán azokat begyűjtsék az uralkodó számára. A jedik és az Erő-érzékeny lények felkutatásán túl még a feladataik közé tartozott, hogy kutassanak fel és végezzenek minden olyan teremtménnyel, akik veszélyt jelenthetnek a Sith-ek uralmára.

## Történetük
A klónok háborújának végén a Főkancellár, Sheev Palpatine, aki nem volt más, mint a Sith nagyúr Darth Sidious, kihirdette a Birodalom megalakulását. Kihasználva azt, hogy Windu mester megpróbálta őt letartóztatni, kijelentette, hogy a jedik a köztársaság ellen fordultak és így elrendelte a 66-os parancsot. Így első körben a Klónsereg és az áttért fiatal Anakin Skywalker használatával elkezdődött a nagy jedi tisztogatás. A veszély, melyet a jedik puszta létezése jelentett, arra sarkallta az uralkodót, hogy megalapítsa az inkvizítorok szervezetét, felkutassa és elpusztítsa az összes jedit és egész rendjüket.
Ezeknek az erőérzékeny ügynököknek a kiképzéséért az uralkodó új tanítványa, Darth Vader felelt. Az inkvizítorok, rangjukat tekintve a rohamosztagosok és egyéb hasonló katonai tisztek felett álltak, azok számára ők felettesnek számítottak.
Öltözetük
Sötét, szürke alapú ruha, azon fekete páncélzat. Dupla pengés piros fénykard.